# Roman Twaróg
Roman Twaróg (ur. 1951 w Dąbrowicy) – polski ksiądz rzymskokatolicki, chrystusowiec, proboszcz w Kamieńcu Podolskim, opiekun polskich zabytków na Kresach Wschodnich. 
Po ukończeniu szkoły średniej wstąpił do Towarzystwa Chrystusowego dla Polonii Zagranicznej, w którym złożył śluby zakonne i przyjął święcenia kapłańskie.  W 1989 r. wyjechał do diecezji kamieniecko-podolskiej na Ukrainie, gdzie podjął posługę duszpasterską. Rok później został mianowany proboszczem kamienieckiej parafii katedralnej św. Apostołów Piotra i Pawła. Jego główną zasługą było gruntowne odnowienie tej świątyni, którą w latach 1945-1990 władze radzieckie zamieniły na Muzeum Religii i Ateizmu. Starał się też o odzyskania i wyremontowanie kościołów rzymskokatolickich w obwodach chmielnickim i tarnopolskim, w tym w Żwańcu, Zinkowie i Okopach Świętej Trójcy. Rozpoczął także prace remontowo-budowlane w dawnym klasztorze Panien Dominikanek w Kamieńcu Podolskim, w którym planowane jest muzeum polskiego dziedzictwa kulturowego oraz męczeństwa chrześcijan i Żydów na Kresach południowo-wschodnich I Rzeczypospolitej. Wybudował również kościół we wsi Kołybajiwka oraz przyczynił się do utworzenia w podziemiach domu biskupów kamieniecko-podolskich siedziby Polskiego Stowarzyszenia Kulturalno–Oświatowego. 

## Odznaczenia i nagrody
- Krzyż Komandorski Orderu Odrodzenia Polski (2016)[4]

- Nagroda Semper Fidelis[5].